# Frank Whitcombe
Pas d'image ? Cliquez ici

a Compétitions nationales et continentales officielles uniquement.

b Matchs officiels uniquement.
Frank Whitcombe, né le 29 mai 1913 à Grangetown (Pays de Galles) et mort le 17 janvier 1958 à Keighley (Angleterre), est un joueur de rugby à XV et un joueur international gallois et britannique de rugby à XIII évoluant au poste de pilier dans les années 1930 et 1940.

## Biographie
Après avoir pratiqué la boxe, Frank Whitcombe commence sa carrière en rugby à XV où il revêt le maillot de Cardiff, d'Aldershot Services, de London Welsh et de l'Armée de terre britannique entre 1931 et 1935.
Il décide de changer de code de rugby et de rejoindre le rugby à XIII en signant à Broughton en 1935 puis Bradford à partir de 1938 jusqu'à 1949 où il y remporte à de nombreuses reprises le Championnat d'Angleterre, la Challenge Cup, le Championnat du Yorkshire et la Coupe du Yorkshire. Parallèlement, il intègre la sélection du pays de Galles et de la Grande-Bretagne.

## Palmarès
- Collectif :
  - Vainqueur du Championnat d'Angleterre : 1940, 1941 et 1945 (Bradford).
  - Vainqueur de la Challenge Cup : 1944, 1947 et 1949 (Bradford).
  - Vainqueur du Championnat du Yorkshire : 1940, 1941 et 1948 (Bradford).
  - Vainqueur de la Coupe du Yorkshire : 1941, 1942, 1944, 1946 et 1949 (Bradford).
  - Finaliste de la Coupe d'Europe des nations  : 1939 et 1947 (Pays de Galles).
  - Finaliste du Championnat d'Angleterre : 1942 et 1948 (Bradford).
  - Finaliste de la Challenge Cup : 1945 et 1948 (Bradford).

- Individuel :
  - Élu meilleur joueur de la finale de la Challenge Cup : 1948 (Bradford).